# Hemeroblemma numeria
Hemeroblemma numeria là một loài bướm đêm trong họ Erebidae.